# Republika Utrechtu
Utrecht – burska republika powstała w 1854. Nazwa została nadana od największego miasta w okolicy - Utrechtu, którego nazwa pochodzi od głównego miasta Holandii w tamtym okresie.
- South Africa. [dostęp 2007-08-19]. (ang.).